# ۱۵ اوت (فیلم ۲۰۰۸)
«۱۵ اوت» (انگلیسی: August 15th (2008 film)) یک فیلم است که در سال ۲۰۰۸ منتشر شد.